# ستيف أبلتون
ستيف أبلتون (بالإنجليزية: Steve Appleton)‏ هو شخصية أعمال أمريكي، ولد في 31 مارس 1960 في مقاطعة بوت في الولايات المتحدة، وتوفي في 3 فبراير 2012 في أيداهو في الولايات المتحدة.